# Wilhelm Mühle
Wilhelm Mühle, cunoscut și sub numele de Vilmos Mühle, (n. 21 septembrie 1845, Chlumec⁠(d), Ústí nad Labem, Cehia – d. 15 septembrie 1908, Timișoara, Austro-Ungaria) a fost un arhitect peisagist și cultivator de trandafiri.

## Biografie

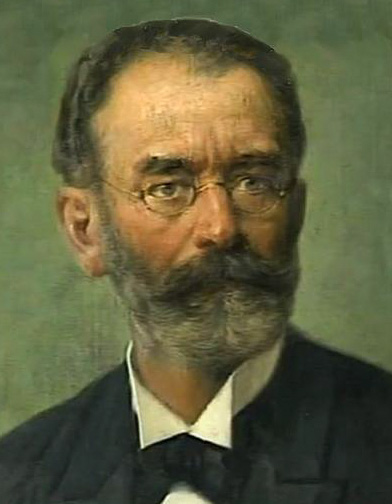
Portret pictat de József Ferenczy

Mühle a fost educat în școli boeme și germane. În 1876, Mühle a deschis o afacere de grădinărit în cartierul Elisabetin, unde se află astăzi Casa Mühle. De asemenea, a achiziționat un spațiu comercial pe actuala stradă Alba Iulia, în clădirea numită azi Casa cu flori. De aici a vândut flori tăiate și plante ornamentale din sud-estul Europei, până la Viena sau Budapesta.
Din septembrie 1893 până în iulie 1895, Mühle a fost editorul revistei bilunare Rosenzeitung (în traducere: „Revista trandafirilor”), ediția germană a revistei maghiare Rózsa Ujság (1889–1896).
Wiener Illustrierte Garten-Zeitung a publicat în ediția din august-septembrie 1899 un reportaj despre călătoria botanică de studii a lui Wilhelm Mühle în America de Nord și de Sud. În 1906 a fost menționat în Österreichischen Gartenzeitung pentru crearea unui soi de trandafir pentru ceai.
Alături de Wenceslas Franz Niemitz, Wilhelm Mühle a fost unul dintre cei mai importanți florari ai orașului; ambii au fost însărcinați cu planificarea și execuția Grădinii Regale de Trandafiri, care a fost inaugurată la 19 iulie 1891 și a fost predecesoarea Parcului Rozelor de astăzi. Prin munca sa, a făcut ca Timișoara să fie cunoscută încă de la începutul secolului al XX-lea drept Orașul rozelor.
Fiul lui Wilhelm, Árpád Mühle, a continuat afacerea tatălui său după moartea sa. La nivel internațional au fost înregistrate 13 noi soiuri de trandafiri create de el. Cu Árpád, parcul a devenit cel mai mare rosarium din sud-estul Europei în perioada interbelică, cu peste 1400 de tipuri de trandafiri din Europa, America și Asia.

## Onoruri

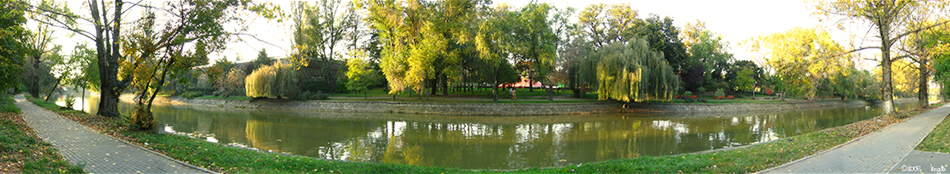
Parcul Rozelor

Wilhelm Mühle, care a contribuit la crearea parcurilor orașului, a fost numit postum cetățean de onoare al municipiului Timișoara pe 2 august 2013. În aceeași zi, bustul său a fost dezvelit în Parcul Rozelor.